# کلوفیلیوم
کلوفیلیوم (به انگلیسی: Clofilium) با فرمول شیمیایی C21H37ClN+ یکی از داروهای ضد آریتمی است. که جرم مولی آن ۳۳۸٫۹۸ گرم بر مول می‌باشد. 